# 13079 Toots
A 13079 Toots (ideiglenes jelöléssel 1992 CD3) a Naprendszer kisbolygóövében található aszteroida. Eric Walter Elst fedezte fel 1992. február 2-án.